# Manifestations de 2021 en Colombie
Les manifestations colombiennes de 2021 sont des manifestations qui débutent le 28 avril 2021 dans plusieurs villes de Colombie en protestation contre la réforme fiscale du gouvernement du président Iván Duque. 
La réforme est abandonnée après près d'une semaine de manifestations. Ces dernières continuent néanmoins, désormais dirigées contre les inégalités sociales, l'aggravation de la pauvreté dans le pays et les réformes prévues par le gouvernement concernant les politiques de santé et d'éducation. 
La Colombie a également connu des manifestations de masse entre 2019 et 2020 contre le gouvernement que la pandémie de Covid-19 a interrompues, et une autre série de manifestations en septembre 2020 contre les violences policières.

## Contexte

### Situation économique
Pour un article plus général, voir Économie de la Colombie.
La Colombie affronte une crise économique due principalement à la pandémie de Covid-19. Son PIB chute de 6,8 % en 2020, le taux de chômage monte à 16,8 % et la pauvreté frappe 42,5 % de la population.
Le modèle économique colombien présente des faiblesses structurelles. La Colombie est le septième pays le plus inégalitaire au monde et le deuxième en Amérique latine selon la Banque mondiale. La part de revenu captée par les 10% d'habitants les plus riches représente quatre fois celle des 40 % les plus pauvres. Le salaire minimum s'élève à 240 dollars et moins de 40% des travailleurs touchent plus que le salaire minimum selon les données du Département national des statistiques pour l'année 2020. L’accès à l’enseignement supérieur est réservé aux catégories de la population les plus aisées en raison d’un système universitaire majoritairement privé et très coûteux.

### Réformes impopulaires
Les manifestations font suite à l'annonce par le pouvoir colombien d'une réforme fiscale visant à collecter 6,8 milliards de dollars. Ce projet de réforme prévoit la baisse du plancher d’imposition sur le revenu et une taxe de 1 % sur les actifs supérieurs à 1,3 million de dollars. Le gouvernement prévoit en outre une hausse de la TVA sur des services de base comme l’électricité, le gaz et l’assainissement, l’augmentation des prix de l'essence, l’installation de nouveaux péages, le gel des salaires dans le secteur public jusqu’en 2026 et des coupes dans les programmes sociaux,. 
Perçu par les syndicats comme décuplant la pression fiscale sur les plus modestes et sur les classes moyennes, sans toucher aux privilèges des plus fortunés, ce projet de loi déclenche contre lui une grève nationale,. 
Deux autres réformes doivent également être adoptées ultérieurement, l'une visant à une refonte du marché du travail pour en accroitre la flexibilité, et l'autre concernant le système de santé. Cette dernière inclut la régionalisation du système de santé et une libéralisation accrue du secteur. 

### Dérives autoritaires du gouvernement

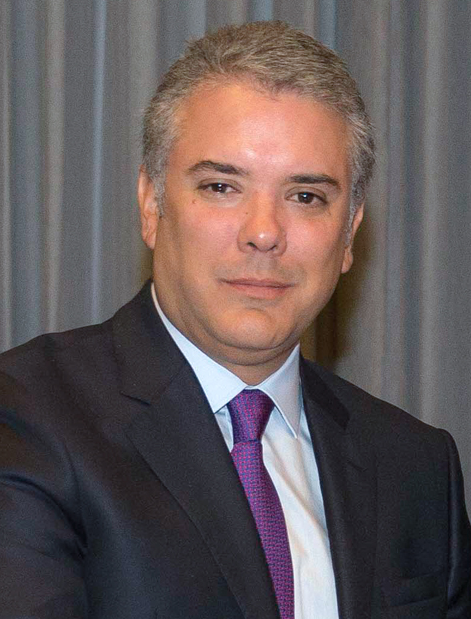
Le président Ivan Duque.

L’impopularité du président Iván Duque et de son mentor, l'ex-président Álvaro Uribe, compte aussi parmi les principaux motifs de la contestation. Élu en 2018, Iván Duque est accusé de dérives autoritaires par l'opposition et des associations de défense des droits humains,.  
L’ONG Dejusticia a notamment souligné « la concentration extrême des pouvoirs », les autorités ayant, à travers divers décrets et nominations, placé « des hommes proches du Président aux postes clés de contrôle de l'administration ». La Procuraduríax (l’entité de contrôle de la fonction publique), la Contraloría (service de contrôle fiscal) et le Défenseur du Peuple (entité publique chargée de la protection des droits), organismes théoriquement indépendants, sont tous dirigés par des proches du président. Le Fiscal (le chef du Parquet en Colombie) est également un ami d’enfance d’Iván Duque. Álvaro Uribe, mis en cause dans des affaires de corruption, est protégé par toutes les institutions du gouvernement qui tentent de lui éviter un procès,.

### Insécurité
Les revendications contre les assassinats des leaders sociaux et d'ex-combattants et les violations de l'accord de paix entre le gouvernement et les FARC sont présentes dans les cortèges. Près d'un millier de dirigeants sociaux ont été assassinés depuis la signature de l'accord de paix en 2016 selon la juridiction spéciale de paix (JEP). En outre, 269 ex-guérilleros ont également été assassinés. Pour les magistrats de la JEP, de nombreuses personnes sont « en très grand danger en raison des menaces, des homicides, des disparitions, des enlèvements et autres attaques ». Le président Ivan Duque rechigne à respecter les termes de l'accord de paix supervisé par son prédécesseur.

## Déroulement des manifestations

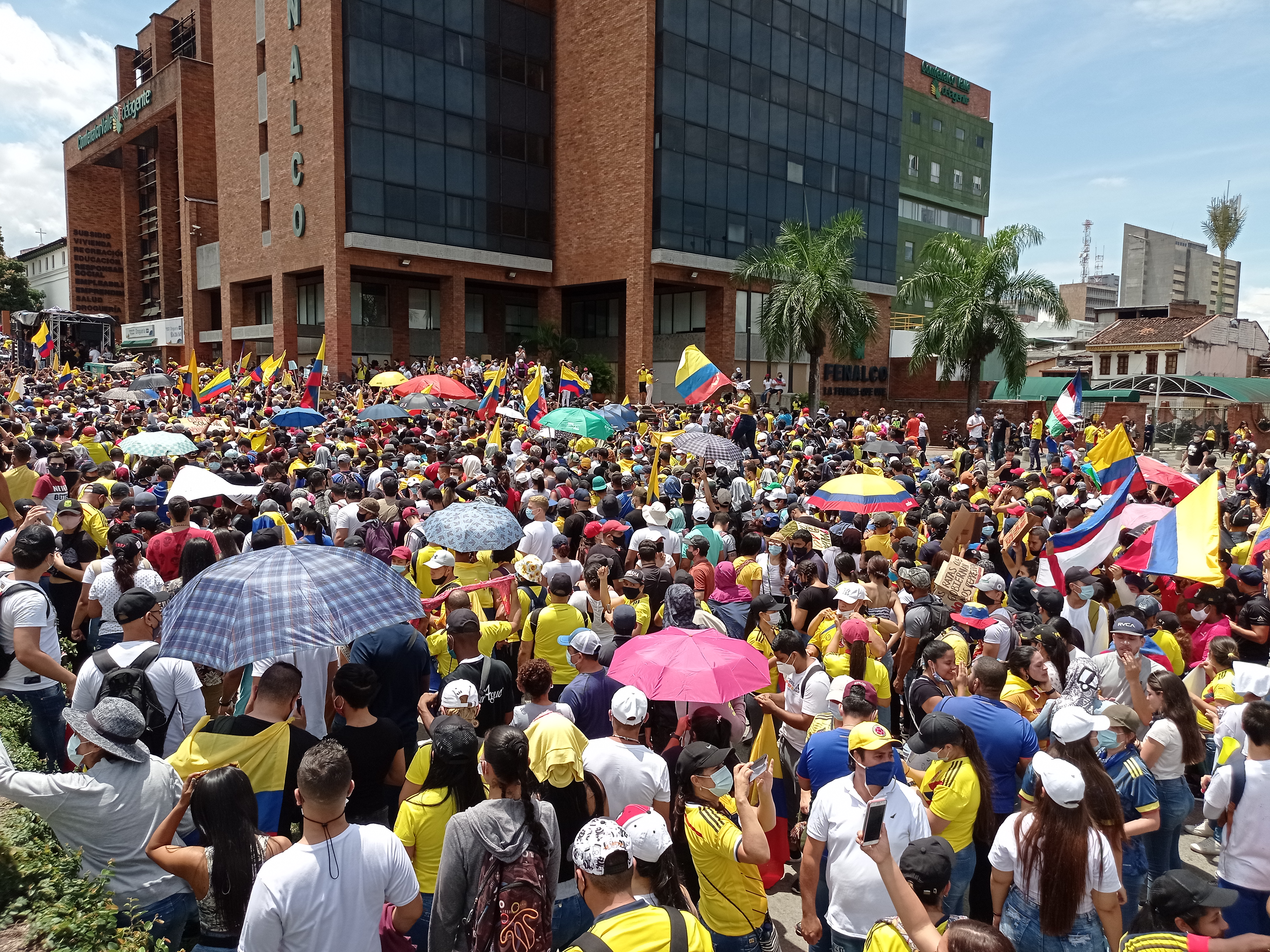
Manifestants à Cali en mai 2021

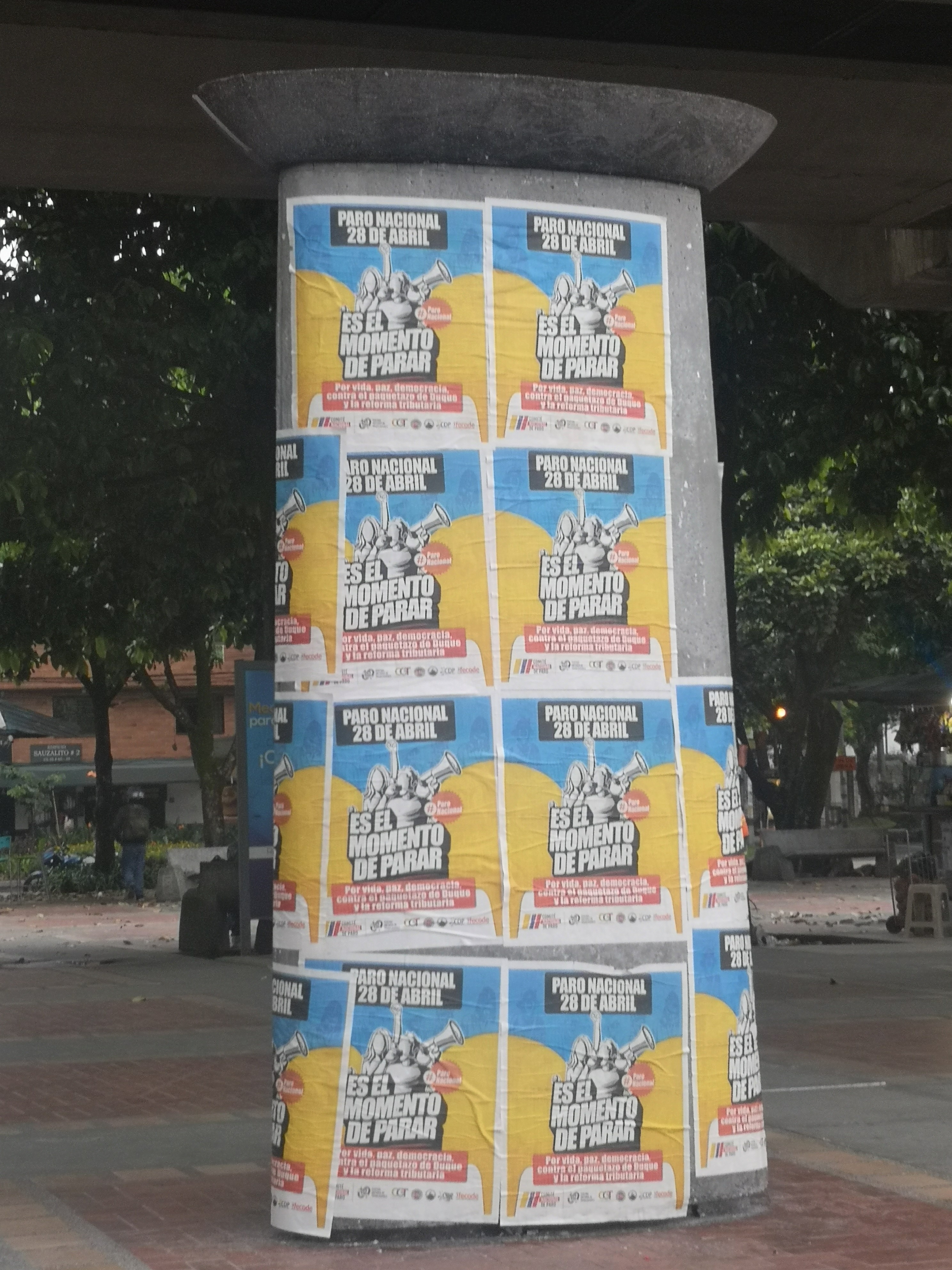
Affiches appelant à manifester le 28 avril 2021 à Medellín.

Des manifestations ont lieu chaque jour depuis le 28 avril. Elles concernent plus de 70 % des villes et villages de Colombie. D'après la revue Forbes, 73 % des Colombiens soutiennent le mouvement de protestation à ses débuts mais 57,5% ne souhaitent pas sortir manifester.
Le gouvernement suspend la réforme fiscale et le ministre des Finances, Alberto Carrasquilla, démissionne le 3 mai. Un nouveau texte sera présenté et devrait exclure certains points contenus dans la loi initiale, comme la hausse de la TVA sur les biens et les services et l’élargissement de la base d’imposition sur les revenus.
Rassemblés autour du slogan « Arrêtez le massacre », les manifestants sont descendus dans les rues de plusieurs villes le 3 mai pour dénoncer la répression, après qu'un manifestant de 22 ans a été tué d'une balle dans la tête à Cali par la police anti-émeute[réf. nécessaire].
Le gouvernement fait déployer l'armée dans les rues à partir du 3 mai afin d'assister la police à la suite d'émeutes et de pillages dans des magasins. La communication sur internet est partiellement bloquée afin d'éviter la rediffusion des images de personnes tuées ou blessées par la force publique.
Pour l'analyste Ariel Avila de la fondation Paix et réconciliation, en ayant recours à l’armée, les autorités tentent d’intimider les manifestants : « C’est la même vieille stratégie de toujours qui vise à faire se terrer les gens. C’est un message pour éteindre les protestations ». D'après le politiste Pedro Piedrahita, l’intensité de la répression serait due au fait que « l’appareil de sécurité colombien opère toujours sur la base d’une doctrine anachronique. Celle de l’anticommunisme, de l’« ennemi interne », de sorte que les manifestants ne sont pas vus comme des citoyens, mais comme des cibles militaires légitimes. »
Des civils armés, apparemment issus des classes aisées, participent également à la répression des manifestations à Cali. Les indigènes semblent avoir été particulièrement pris pour cibles. Les affrontements à Cali prennent l'allure d'une « guerre des classes », entre des manifestants appartenant très majoritairement aux classes populaires et une bourgeoisie favorable à la police.
Le taux de popularité du président Iván Duque tombe à 20% à la fin juin.
Au 5 mai, 24 morts et 850 blessés sont recensés par les autorités, et 37 morts par l'ONG Temblor. Des cas de disparitions et de violences sexuelles ont également été signalés,. Au 12 mai, l’ONG Temblor et l’Institut d’études pour le développement et la paix (Indepaz) recensent 47 morts. Au 11 mai, le gouvernement fait état de 42 morts.

## Réactions

### En Colombie
Le gouvernement colombien présente les manifestations comme le résultat d’une conspiration internationale dont la Colombie serait la cible. La ministre des Affaires étrangères, Claudia Blum, publie une vidéo en anglais où elle affirme que Gustavo Petro, candidat probable de la gauche à l'élection présidentielle de 2022, « a cherché à profiter de la situation avec le soutien du président Nicolás Maduro et d’organisations narcoterroristes, en organisant des attentats et en payant des gens pour qu’ils terrorisent et qu’ils vandalisent les villes ». Lors d'une conférence de presse, le ministre de la Défense Diego Molano Aponte (en) accuse les manifestants d'entretenir des liens avec des groupes armés, citant les FARC et l'ELN. Le ministre a néanmoins refusé de partager les preuves de ses allégations avec les journalistes[réf. nécessaire].
Le Centre démocratique, le parti au pouvoir, a condamné le mouvement de protestation, qu'il présente comme un « plan macabre de la gauche radicale et criminelle financée par le narcotrafic pour déstabiliser la démocratie ». 
L'ex-président Álvaro Uribe, considéré comme le mentor d'Iván Duque, appelle dans un message publié sur les réseaux sociaux les forces de l'ordre à « utiliser leurs armes pour défendre leur intégrité, pour défendre les personnes et les biens [...] du terrorisme vandale ».
L’ONG colombienne Movice dénonce une « action disproportionnée et criminelle de la police nationale et des forces anti-émeute » et un « déploiement militaire scandaleux avec des chars et des armes comme s’il s’agissait de combattre contre une autre armée ». Le site internet de l'ONG est bloqué par les autorités.

### À l’international
Le Haut-Commissariat des Nations unies aux droits de l'homme s'est déclaré « profondément alarmé par les événements dans la ville de Cali en Colombie, où la police a ouvert le feu sur des manifestants qui s'opposent à une réforme fiscale, tuant et blessant un certain nombre de personnes ». L'organisation ajoute que des défenseurs des droits de l'homme ont fait l'objet de menaces et de harcèlements[réf. souhaitée]. 
La Fédération internationale pour les droits humains (FIDH) a dénoncé « les graves violations perpétrées par la police », exhortant l'Union européenne « à suspendre immédiatement (...) tout type de livraison d'armement et d'aide militaire » au gouvernement colombien.
L'Organisation des Nations unies, les États-Unis et l'Union européenne se joignent à ces critiques à la suite de l'annonce de 19 décès par les autorités. Une porte-parole du département d'État des États-Unis, Jalina Porter (en), souligne le droit des peuples à manifester pacifiquement et encourage le gouvernement colombien à faire preuve de modération,.